# Alfons Gorbach
Alfons Gorbach (Imst, 2 settembre 1898 – Graz, 31 luglio 1972) è stato un politico austriaco.
Per la sua attività anti-nazista fu arrestato nel 1938, subito dopo Anschluss, e deportato nei campi di concentramento di Dachau e di Flossenbürg. Dopo la fine della guerra riprese l'attività politica nelle file del ÖVP. Ha ricoperto la carica di Cancelliere dal 1961 al 1964.